# روزنتال
روزنتال (انگلیسی: Rosenthal) شرکت کالای خانگی آلمانی است، که در سال ۱۸۷۹ تأسیس شد.